# Libor Hudáček
Libor Hudáček (Levoča, 7 settembre 1990) è un hockeista su ghiaccio slovacco.

## Palmarès

### Mondiali
- 1 medaglia:
  - 1 argento (Finlandia/Svezia 2012)